# British Comedy Awards 2007

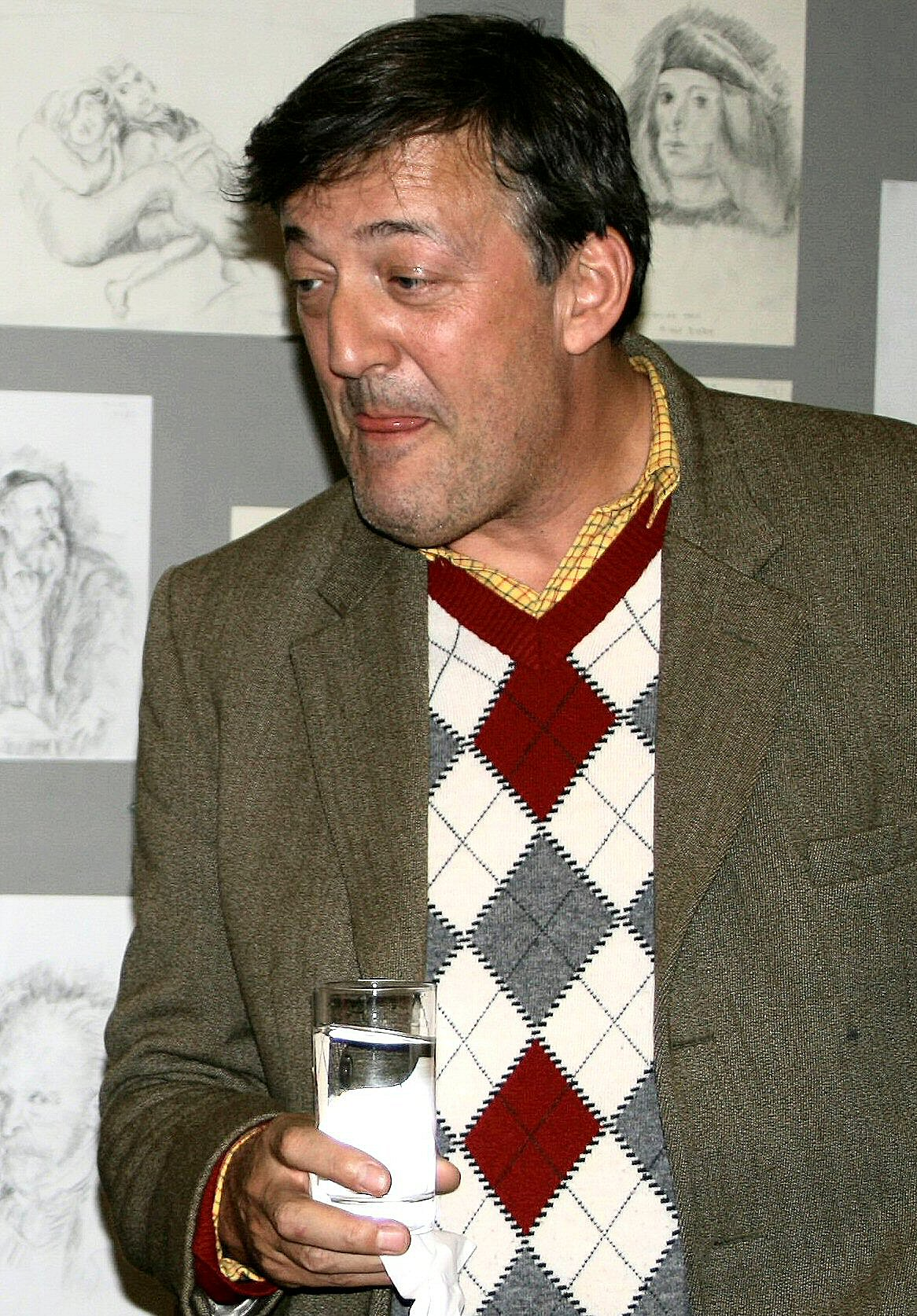
Stephen Fry, nagroda za całokształt twórczości

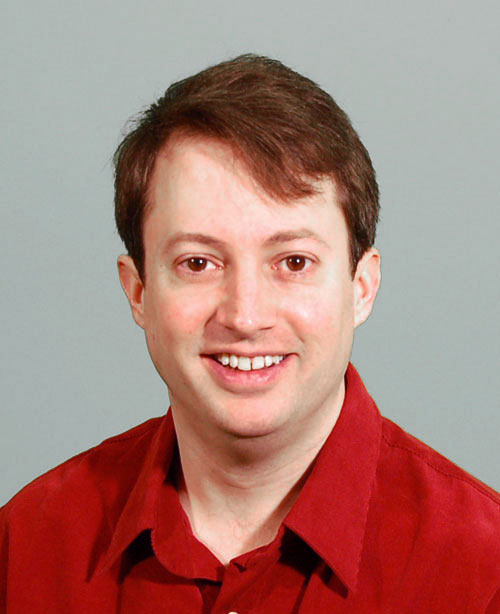
David Mitchell, najlepszy telewizyjny aktor komediowy

British Comedy Awards 2007 – osiemnasta edycja nagród British Comedy Awards, zorganizowana w grudniu 2007 roku. Prowadzącym ceremonię rozdania był po raz siedemnasty Jonathan Ross. Najważniejszą kobiecą nagrodę aktorską otrzymała Liz Smith, jedna z gwiazd serialu The Royle Family, która miała wówczas 85 lat i była zdecydowanie najstarszą osobą nagrodzoną w historii tej kategorii. 

## Lista laureatów
- Najlepszy telewizyjny aktor komediowy: David Mitchell
- Najlepsza telewizyjna aktorka komediowa: Liz Smith
- Najlepsza osobowość w komedii i rozrywce: Simon Amstell
- Najlepszy program komediowo-rozrywkowy: Never Mind The Buzzcocks
- Najlepszy żeński debiut komediowy: Ruth Jones
- Najlepszy męski debiut komediowy: James Corden
- Najlepsza nowa komedia telewizyjna: Gavin & Stacey
- Najlepszy debiut rozrywkowy: Al Murray
- Najlepsza komedia telewizyjna: Peep Show
- Najlepszy zagraniczny serial komediowy: Pohamuj entuzjazm
- Najlepsza komedia filmowa: Simpsonowie: Wersja kinowa
- Najlepszy stand-up: Alan Carr
- Nagroda Brytyjskiej Gildii Scenarzystów dla najlepszego scenarzysty komediowego: Simon Pegg
- Nagroda za całokształt twórczości: Stephen Fry